# Месмер (фильм)
«Месмер» (англ. Mesmer) — фильм-биография 1994 года, поставленный режиссёром Роджером Споттисвудом по сценарию Денниса Поттера. Посвящён радикально новым способам лечения врача-первопроходца Франца Антона Месмера, роль которого исполнил Алан Рикман.
Слоган к фильму: «Шарлатан, мошенник… или гений».

## Сюжет
В Вене XVIII века Франц Антон Месмер считает, что он способен исцелять больных, вытягивая что-то уникальное из своих пациентов. Тем не менее, единственными, кто чувствует улучшения, являются барышни, которым он помогает. Его спорные методы и их последствия заставили его покинуть Вену и направиться в Париж. Однако же теперь он использует свои уникальные методы, чтобы обеспечить развлечения, за что его осуждают другие врачи.
В основу этой исторической драмы положен рассказ о любви Месмера к своей юной пациентке, прекрасной Марии Терезии фон Парадис, слепой дочери советника императрицы Марии Терезии, лечением которой он занимался в 1776—1777 годах и которая позже стала известным музыкантом и композитором.

## Дополнения о фильме
Фильм был выпущен на видеокассете компанией First Look и в Канаде в 1994 году компанией Cineplex Odeon и MCA. В 2000 году фильм был выпущен на DVD компанией Image Entertainment, но более не издавался. По состоянию на 3 января 2010 года не было никаких планов по выпуску нового DVD.
Фильм был снят в Вене, Австрия с интерьером, снятым во дворце Эстерхази в Фертёде, Венгрия.
«Месмер» был представлен в августе 1994 года в Канаде на Международном кинофестивале в Монреале.

## Награды и номинации
| Награда                                | Категория    | Результат | Получатель  |
| -------------------------------------- | ------------ | --------- | ----------- |
| Международный кинофестиваль в Монреале | Лучший актёр | Победа    | Алан Рикман |